# Chiesa di San Luigi (Pinhel)
La chiesa di San Luigi (in portoghese: Igreja de São Luís) è l'antica cattedrale cattolica di Pinhel, in Portogallo. Si trova in Largo D. Cristóvão de Almeida Soares, adiacente alla Chiesa della Misericordia, nella città di Pinhel.

## Storia
La fondazione della Chiesa e del convento di San Luigi risale al 1596, su progetto di Luís de Figueiredo Falcão. Nel 1797 il vescovo di Guarda D. Bernardo Bernardino Beltrão ha elevato la chiesa a cattedrale per la diocesi di Pinhel ed è rimasta sede vescovile fino al 1881. Dal 1836 la chiesa è divenuta sede parrocchiale.

## Descrizione
La chiesa si sviluppa in un piano longitudinale, costituito da due corpi rettangolari corrispondenti agli spazi della navata e del coro.
La facciata, forse ricostruita nel XIX secolo, presenta al centro un portale con arco ribassato sormontato da una finestra sbarrata. Il frontone è sormontato da un timpano "contracurvado". Sulla destra si erge il campanile, realizzato nel 1862 da un maestro locale.
L'interno è coperto con una cupola in legno, con il lato del pulpito in pietra scolpita. Lo spazio del presbiterio, coperto con soffitto a cassettoni in legno dipinto con scene mariane, è decorato con azulejos di produzione di serie del XVII secolo.